# Малокаховка
Малокахо́вка — село в Україні, у Каховській міській громаді Каховського району Херсонської області. Населення становить 3297 осіб. До 2020 року — адміністративний центр Малокаховської сільської ради

## Географія
Село Малокаховка розташоване за 88 км від обласного центру та 5 км від районного центру, на лівому березі Каховського водосховища (р. Дніпро). Найближча залізнична станція Каховка (за 4 км).

## Населення

### Мова
Розподіл населення за рідною мовою за даними перепису 2001 року:
| Мова            | Кількість | Відсоток |
| --------------- | --------- | -------- |
| українська      | 1517      | 50.53 %  |
| російська       | 1472      | 49.03 %  |
| білоруська      | 4         | 0.03 %   |
| німецька        | 1         | 0.03 %   |
| румунська       | 1         | 0.03 %   |
| болгарська      | 1         | 0.03 %   |
| інші/не вказали | 6         | 0.32 %   |
| Усього          | 3002      | 100 %    |

## Історія
Поблизу Малокаховки виявлене поселення давньоскіфского періоду (II століття до н. е.— III століття н. е).
Перші документальні згадування про село відносяться до 1855 року.
У 1905 році селяни Малокаховки брали участь у виступі проти поміщика, вимагали зниження орендної плати.
Під час Перших визвольних змагань, у 1920 році, біля Малокаховки розташовувався та точилися бої на Каховському плацдармі.
У 1920 році утворена Малокаховська сільська рада.
В селі Малокаховка знаходився виноробний радгосп імені Будьонного, за яким закріплювались 1494 га сільськогосподарських угідь, у тому числі 716 га орної землі; 20 га займали сади. Господарство спеціалізувалося на вирощуванні винограду й зернових культур. Тваринництво — м'ясо-молочного напрямку.
На фронтах німецько-радянської війни воювали 307 місцевих жителів, 93 з них нагороджені орденами й медалями СРСР, 100 — загинули в боях з гітлерівцями. Радянські воїни, що загинули при звільненні Малокаховки від нацистських окупантів, поховані у двох братських могилах. У 1977 році споруджений пам'ятник на честь воїнів-односельчан, що загинули в боях з гітлерівськими загарбниками.
Російське вторгнення в Україну(2022)
24 лютого 2022 року село було захоплено російськими військами
4 січня 2023 року росіяни обстріляли село з місцевих лісів, в результаті обстрілу пошкоджено приватні будинки.
16 травня російські війська вчергове здійснили мінометний обстріл села, була обстріляна місцева приватна садиба, загибло декілька каченят, що були у дворі садиби.

## Характеристика сільської ради
Площа Малокаховської сільської ради — 3157,2 га, в тому числі: земель державної власності 1874,4003 га, 
земель приватної власності — 1282,7997 га.
Площа населених пунктів — 310,649 га, в тому числі державної власності — 236,3433 га.
Населення сільської ради станом на 1 жовтня 2013 року складало 3297 осіб, з них дітей дошкільного віку — 213, шкільного віку — 308, громадян пенсійного віку — 816 осіб, працездатного населення — 1945 осіб, виборців — 2437 особи.
12 червня 2020 року Малокаховська сільська рада, в ході децентралізації, об'єднана з Каховською міською громадою.

## Суб'єкти господарювання
- ФГ «Каховське»
- ФГ «Акант»
- ФГ «Савана»
- ФГ «Едельвейс»
- ФГ «Олимп-Агро»
- ФГ «Надія»
- ФГ «Терни-ЛВЛ»
- ТОВ «Тачанка»
- ТОВ «Агро-стар»
- ТОВ «Сіверфуд»
- ДП «Землероб»
- ПП «ЕСТЕМ»
- ПП «Варіант»
- ПП «ШАТО»
- ПП «Грона»
- ПП «Рось»
- ПП Кекух Т. П.
- ПП «Коновальчук»
- ПП «Деметра-Агро»
- ПП Бондар М. Я.
- ПП Галушка Т. М.
- ПП «Ампел»
- ПП Качур В. Г.
- ПП Амбарцумян К. М.